# Jake White (attore)
Jake White, nome completo Jacob Michael White (Phoenix, ...), è un attore e produttore cinematografico statunitense.

## Filmografia

### Attore
- Campi insanguinati (Children of the Corn), regia di Alejandro Vega - film TV (2009)
- Montauk, AZ., regia di Dean Seyfferle (2009)
- Sol Invictus, regia di Ben Carland (2012)
- Hello Herman, regia di Michelle Danner (2012)
- Preston Castle, regia di Martin Rosenberg (2012)
- The Bandit Hound, regia di Michelle Danner (2016)
- On the Rocks, regia di Ariel Gardner e Alex Kavutskiy (2016)
- Friends Don't Let Friends, regia di James S. 'Jamie' Brown (2017)
- A Place Called Hollywood - serie TV, 1x02 (2019)
- Captured, regia di Joe Arias (2020)

### Produttore
- On the Rocks, regia di Ariel Gardner e Alex Kavutskiy (2016)
- Blood Craft, regia di James Cullen Bressack (2019)
- Captured, regia di Joe Arias (2020)